# Pachycudonia monticola
Pachycudonia monticola är en svampart som först beskrevs av Mains, och fick sitt nu gällande namn av Sanshi Imai 1950. Pachycudonia monticola ingår i släktet Pachycudonia, ordningen disksvampar, klassen Leotiomycetes, divisionen sporsäcksvampar och riket svampar.   Inga underarter finns listade i Catalogue of Life.